# Barbablava
|  | Per a altres significats, vegeu «Barbablava (desambiguació)». |

Barbablava és un conte de Charles Perrault publicat el 1697 que intenta alertar contra l'excés de curiositat. La història ha estat adaptada a l'òpera i apareix com a referència en diverses històries infantils. Es creu que un assassí en sèrie, Gilles de Rais, és la inspiració per al protagonista, com també la llegenda del rei bretó Conomor de Poher i Trifina

## Argument
Barbablava era un noble ric i poderós que es va casar amb una dona jove. Poc després del casament va haver de marxar per negocis i la va deixar amb les claus de tot el seu castell. Podia fer el que volgués amb el seu contingut excepte obrir una porta petita de final del passadís, fet que li va prohibir de manera vehement diverses vegades. Ella va muntar festes, va gaudir de tots els luxes del castell però la seva curiositat feia que no pogués oblidar la cambra prohibida. Una nit va decidir anar-hi i en obrir la porta va veure el terra tot tacat de sang i els cossos de diverses dones mortes penjant de la paret. Morta de por, va tancar de nou l'habitació i es va refugiar al seu dormitori. Però va veure que la clau estava tacada de sang i que no podia netejar-la fes el que fes.
Quan Barbablava va tornar i va demanar-li les claus va descobrir que ella havia entrat a la cambra prohibida i li va explicar que les dones mortes allà eren antigues esposes que també l'havien desobeït i que ara ella ocuparia el seu lloc a la paret. La dona va començar a suplicar per la seva vida i va demanar-li temps per confessar-se i pregar per poder morir en pau. Ell va accedir i la jove va aprofitar per demanar ajuda a la seva germana amb un missatge per tal que cridés els seus germans i que la rescatessin. Aquests van arribar al darrer moment i van assassinar Barbablava. Ella va quedar vídua i mestressa de totes les riqueses del noble.

## Anàlisi
El conte explica que l'excés de curiositat porta problemes, en la línia del pecat original comès per Adam i Eva on la temptació de la dona de voler saber més del compte amb la fruita de l'arbre del bé i el mal va comportar l'expulsió del Paradís. També a la Bíblia la dona de Lot mor després de mirar enrere per veure el destí de les ciutats destruïdes, en una història que s'inspira en el mite d'Orfeu i Eurídice. La Pandora que amb la seva capsa porta els mals al món també sucumbeix a la curiositat excessiva.
La convivència entre marit i muller no s'altera al conte fins que ella transgredeix la norma, fet que s'enquadra en els contes que tracten el matrimoni i la sexualitat de l'època i que recomanen un paper passiu de la dona, d'obediència a l'espòs. Ell apareix com un maltractador i un assassí en sèrie. Diversos analistes han vist una relació entre Barbablava i el dimoni, ja que apareixen dos fets sobrenaturals: el color inexplicable del seu cabell i la sang que no marxa de la clau i que delata la falta comesa.
La història correspon al tipus 312 de la classificació Aarne-Thompson, especialment pel que fa al paper dels germans salvadors. La invocació a la germana ha donat títol a una cançó reivindicativa, Anne, ma sœur Anne i s'inspira en la figura d'Anna Perenna, germana i confident de Dido a l'Eneida de Virgili.